# 羅如綺
羅如綺 ，字笛可，號充東，廣東廣州府南海縣人，明朝政治人物、賜特用進士出身。
崇禎三年登舉人，十五年賜進士，官新寧知縣，後歸隱。